# بی‌وفا (فیلم ۱۳۸۵)
بی‌وفا فیلمی به کارگردانی اصغر نعیمی، تهیه‌کنندگی یدالله شهیدی و نویسندگی فرهاد توحیدی ساخته سال ۱۳۸۵ است.
بی وفا در ۱ آذر ۱۳۸۵ بر روی پرده سینما رفت.

## خلاصه داستان
دختر و پسر جوانی هر کدام متعلق به یک طبقه اجتماعی متفاوت، ناخواسته در یک مسیر مشترک کنار هم قرار می‌گیرند تا اتفاقات تازه‌ای را رقم بزنند.

## بازیگران
| بازیگر          | نقش        |
| --------------- | ---------- |
| حمید گودرزی     | رامین      |
| الناز شاکردوست  | زهره       |
| گوهر خیراندیش   | عطی        |
| علیرضا جعفری    | جواد       |
| محمدرضا هدایتی  | بهروز      |
| فلامک جنیدی     | پریسا      |
| پوراندخت مهیمن  | پوران      |
| محسن قاضی مرادی | پدر زهره   |
| مهوش وقاری      | مادر پریسا |
| پروین میکده     | صاحبخانه   |